# Esvástica

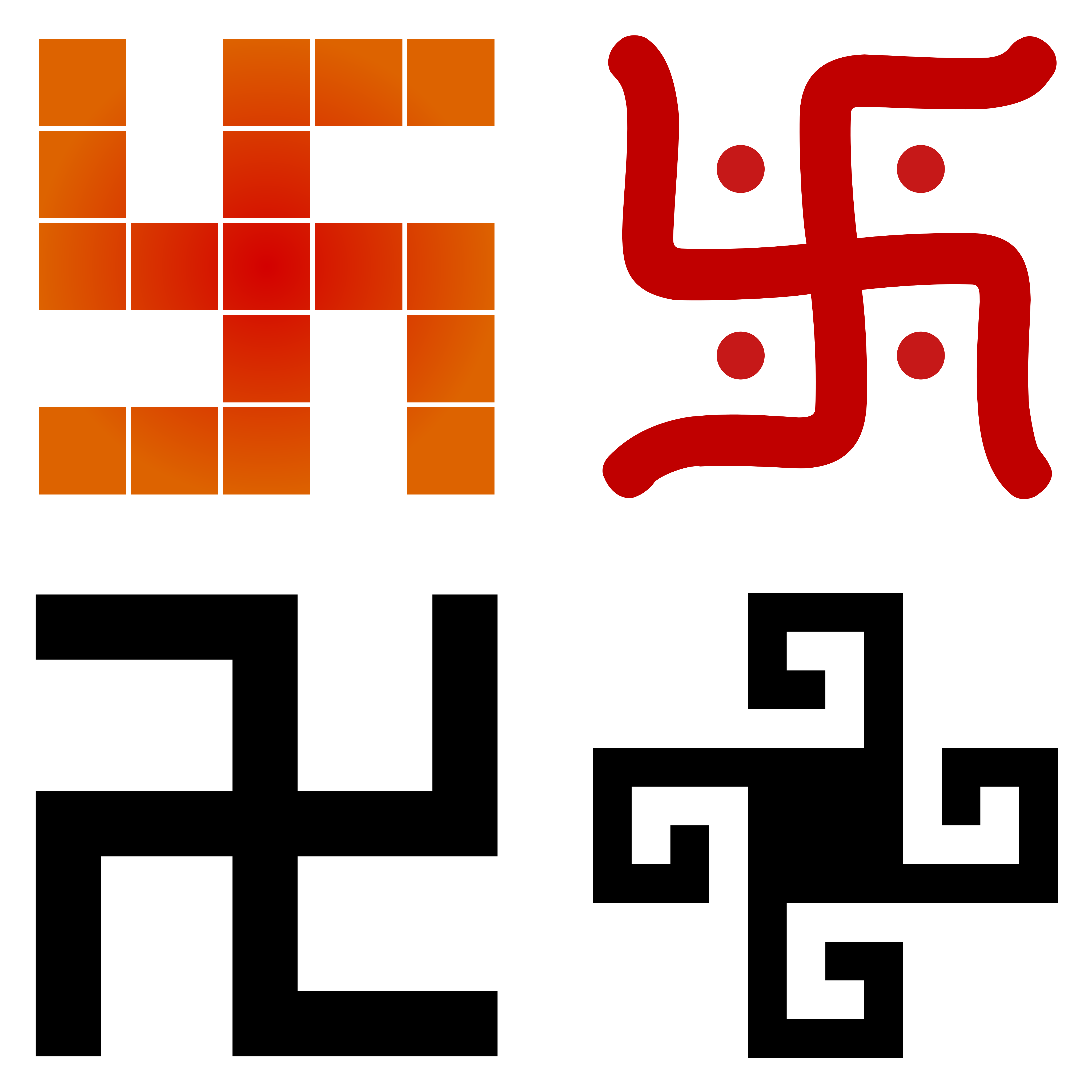
La esvástica se usa en varias culturas orientales desde hace miles de años.

El uso de la esvástica por los nazis y neonazis es la connotación más frecuente de este símbolo en los países occidentales.

La cruz gamada es una modalidad de cruz caracterizada por tener los brazos acodados en ángulo recto y que puede configurarse de diferente forma:
- La esvástica o suástica[2] (卐) en sentido dextrógiro cuando gira en sentido de las agujas de un reloj (o sea, cuyo brazo superior apunta hacia la derecha): 卐.
- La sauvástica (卍), en sentido levógiro cuando gira en sentido contrario a las agujas de un reloj (o sea, cuyo brazo superior apunta hacia la izquierda): 卍.[a]

Geométricamente, sus 20 lados hacen de ella un icoságono irregular.
La cruz gamada en varias religiones orientales, entre ellas el hinduismo, el budismo y el jainismo, es un símbolo espiritual muy antiguo, asociado a la buena suerte; sin embargo, a consecuencia de la Segunda Guerra Mundial y del Holocausto, en Occidente actualmente es un símbolo fuertemente asociado al nazismo y al antisemitismo. No obstante, en países como India, Nepal, Mongolia, China, Corea y Japón, la esvástica carece de esta connotación. Es frecuente ver esvásticas a la entrada de templos, tiendas y viviendas, así como en vehículos y en prendas de vestir, conservando su significado de símbolo espiritual asociado a la buena suerte.

## Etimología

Sauvástica (que apunta hacia la izquierda, en contra de las manecillas de reloj).

Trinacria en la bandera siciliana.

El término español «esvástica» proviene del idioma sánscrito suastíka (en devanagari: स्वस्तिक), que literalmente significa ‘muy auspicioso’, pero también puede significar:
- bien
- felizmente
- con éxito
- buena suerte
- «¡Que le vaya bien!»
- ¡Salud!
- ¡Adiós!
- ¡Que así sea!
- forma de saludo (especialmente al comienzo de una carta).
- forma de aprobación o sanción.[8]
- suastí: ‘bienestar, fortuna, suerte, éxito, prosperidad’.
  - su: ‘muy’ y
  - astí: ‘que existe’.

## Origen y descripción

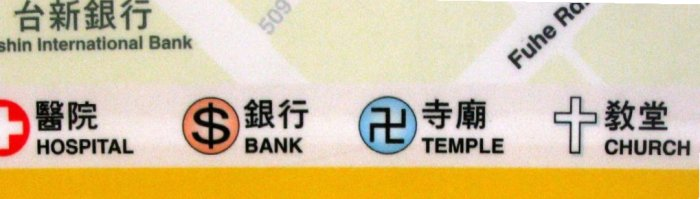
Sauvástica en el metro de Taiwán

Desde hace unos siete mil años, los pastores preiranos de Djowi y localizaciones cercanas a Susa representaban la esvástica girando hacia la izquierda, presumiblemente como un número, siendo la cruz (+) el 10, la X el 11, la X empezando a girar el 12 y finalmente la esvástica girando el 13 (5000 a. C.). El objeto arqueológico más antiguo con una esvástica data del V milenio a. C. Fue encontrado en Samarra y se trata de un plato de arcilla (barro) con figuras femeninas que forman una cruz gamada y escorpiones (Parrot, 1963).
Según sir Alexander Cunningham (citado por sir Monier William), se trata de un monograma generado por la conjunción de las letras su astí en caracteres ashoka (anteriores a la escritura devanagari, que son las que desde hace varios siglos se utilizan en la escritura del sánscrito). Según algunos autores esto demuestra que el símbolo no fue creado en esta era, sino aproximadamente en el siglo V a. C., e incluso pudo haber sido anterior. Aunque los visnuistas dicen que la esvástica está eternamente dibujada en una de las cuatro manos del dios Visnú.
Este símbolo, que ha aparecido repetidamente en la iconografía, el arte y el diseño producidos a lo largo de toda la historia de la humanidad, ha representado conceptos muy diversos. Entre estos se encuentran la suerte, el Brahman, el concepto hindú de samsara (reencarnación) o a Suria (dios del Sol), por citar solamente los más representativos. En principio la esvástica fue usada como símbolo entre los hindúes. Se menciona por primera vez en los Vedas (las escrituras sagradas del hinduismo más primitivo), pero su uso se traslada a otras religiones de la India, como el budismo y el jainismo.

## Otros nombres

### Otros nombres en español
- Cruz gamada (en heráldica), ya que cada brazo se asemeja a una letra griega gamma mayúscula (Γ).[1] Asimismo tenemos que en francés es croix gammée, en inglés fylfot, en alemán Winkelmaßkreuz, en neerlandés hakenkruis y en italiano croce uncinata. Así mismo, se usa el término gammadion (de gamma, tercera letra del alfabeto griego).
- Cruz cramponada (en heráldica), ya que cada brazo se asemeja a una de las púas de un crampón (en francés: croix cramponnée, en inglés: cramponned cross, en alemán: Hakenkreuz, en italiano: croce uncinata, en neerlandés: weerhakenkruis, en húngaro: horogkereszt).
- Tetraskel se relaciona con el nombre griego tetraskelion (lit. «cuatro piernas»). Se han encontrado tetraskeles prerromanos (tétrascelas dextrógiros y levógiros) en Vizcaya, en las estelas halladas en Arrieta, Forua y Busturia.[10] En Busturia se ha encontrado una esvástica levógira. También los tiene Galicia en castros, petroglifos y otros lugares. Aquí se puede ver de dos tiposː una, respetando la forma de los trisqueles galaicos gallegos y la otra, en forma circular, mucho más antigua, como las triples espirales que se pueden observar también en las islas británicas.

### En otros idiomas
- Esvástica proviene del idioma sánscrito (hablado antiguamente en la India), concretamente de la palabra suasti, que significa «bienestar». El término se compone del adverbio su («bueno» o «muy») y asti (tercera persona singular del verbo asti [‘ello es’]). Una traducción literal sería «conductivo al bien-estar». Para los indios estos símbolos significan el sol, y son así: ࿗ (suástica) y ࿘ (sauvástica)
- Wan, en chino, se le relaciona con el número 10 000 por analogía léxica. La esvástica es utilizada como un carácter chino más de las respectivas adaptaciones de wanzi (卍字). De Wan con el sufijo zi (que significa ‘grafía’) se deriva manji (卍) en japonés y manja (만자) en coreano.

Además hay otros símbolos que tienen cierto parecido con la esvástica, como el triskel o trinacria (del griego triskelion) usado como emblema de la isla de Man o de Sicilia y recurrente motivo celta. Posteriormente el lauburu vasco, de brazos curvos, reanimación moderna del lábaro cántabro, será también visualmente reminiscente de la esvástica.

## En el arte y la arquitectura

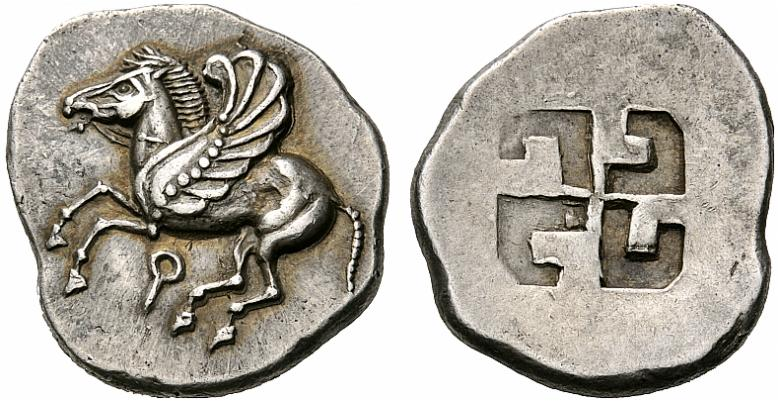
Esvástica en un estatero de plata griego de Corinto. a. C.

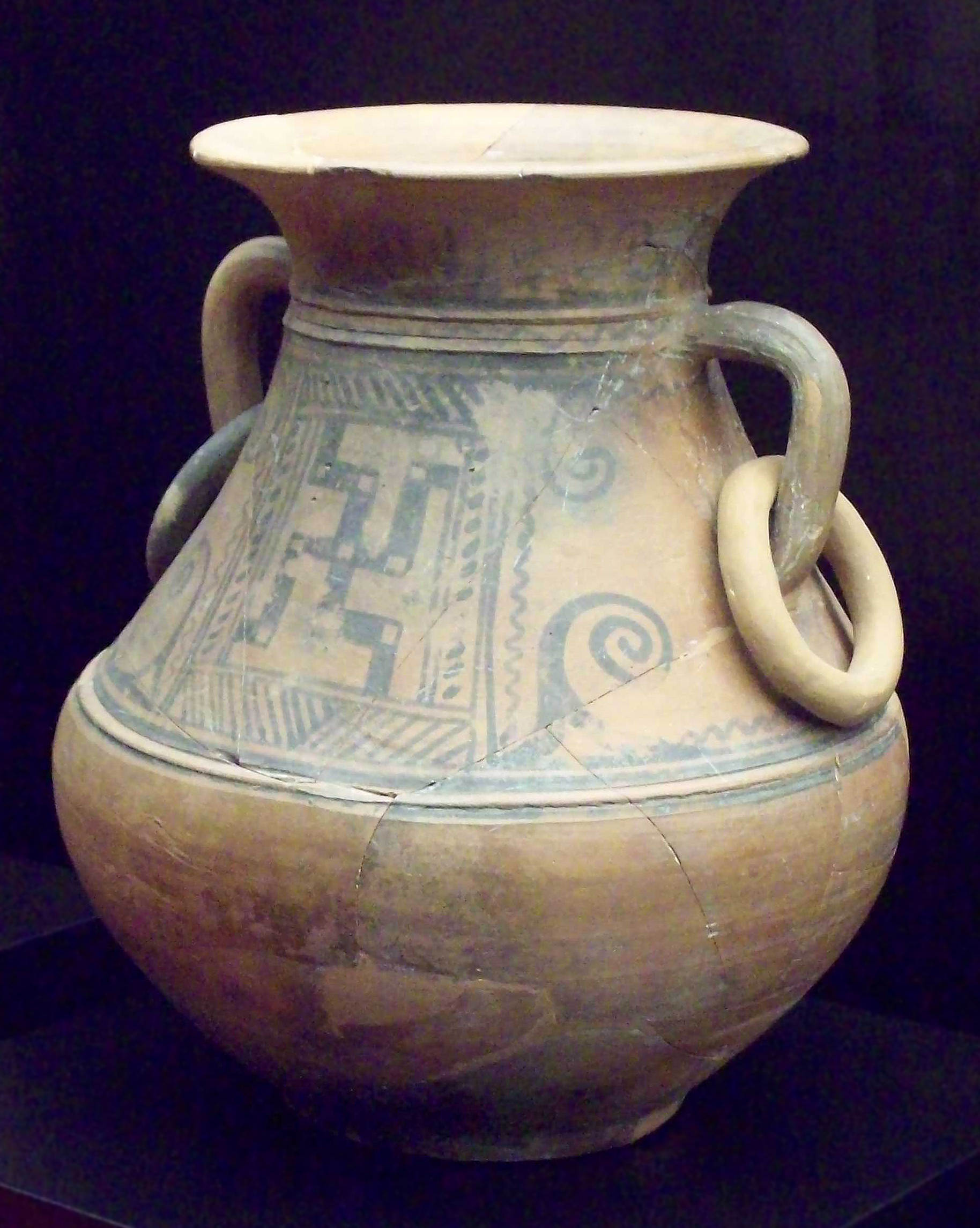
Vaso celtíbero del o I a. C. hallado en Numancia (Soria) decorado con una esvástica (MAN, Madrid).

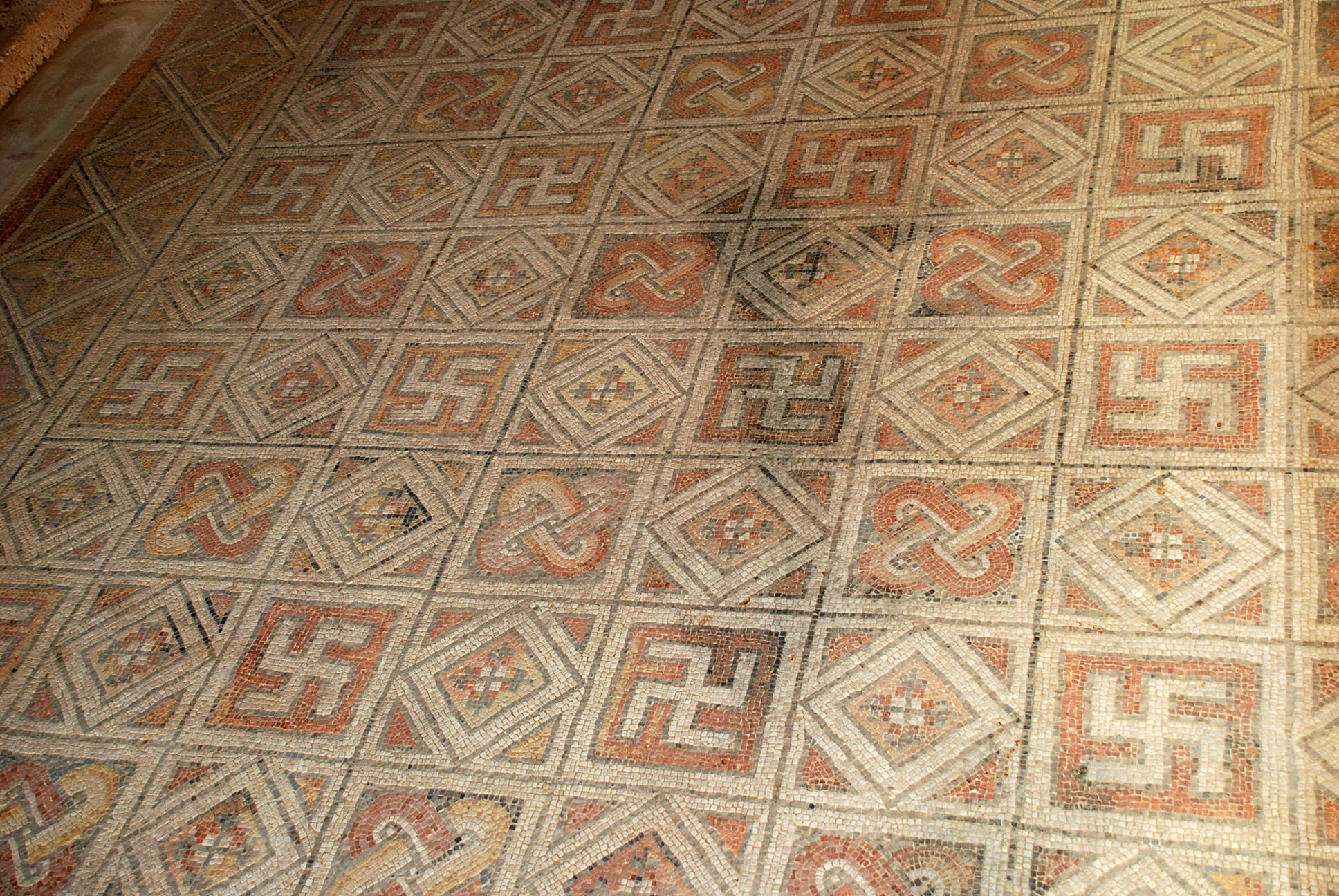
Esvásticas en un mosaico en la Villa romana La Olmeda, en Palencia (España).

La esvástica es un motivo bastante común en la cultura grecorromana y el arte de la India de nuestros días, así como en la arquitectura del pasado, habiendo sido representada en mosaicos, frisos y otras obras del mundo antiguo.
Símbolos similares en la arquitectura occidental clásica incluyen la cruz, el triskel (tres piernas dobladas unidas por su parte superior) y el lábaro cántabro del norte de España. La esvástica también recibe en este contexto el nombre de gammadion (que proviene de gamma, la tercera letra del alfabeto griego).
En el arte de China, Corea y del Japón, a menudo puede hallarse la esvástica como motivo que se repite continuamente (algo que lejanamente puede recordar un patrón en greca). Uno de estos motivos, llamado sayagata en el arte textil japonés, incluye esvásticas dextrógiras y levógiras que se unen mediante líneas.
Símbolos esvasticoides se han encontrado abundantemente en las ruinas de Troya.
Ya en Occidente, en el arte romano, románico y gótico la esvástica como figura aislada se encuentra raramente, pero se halla con más frecuencia como patrón que se repite en la decoración de bordes o superficies. Algunos de los teselados del suelo de la catedral de Amiens presentan motivos de esvásticas entrelazadas o unidas. Los bordes adornados con grecas de esvásticas unidas eran comunes en la arquitectura romana y pueden verse también en edificios de estilo neoclásico.

## En la religión y la mitología

### En las tradiciones paganas europeas

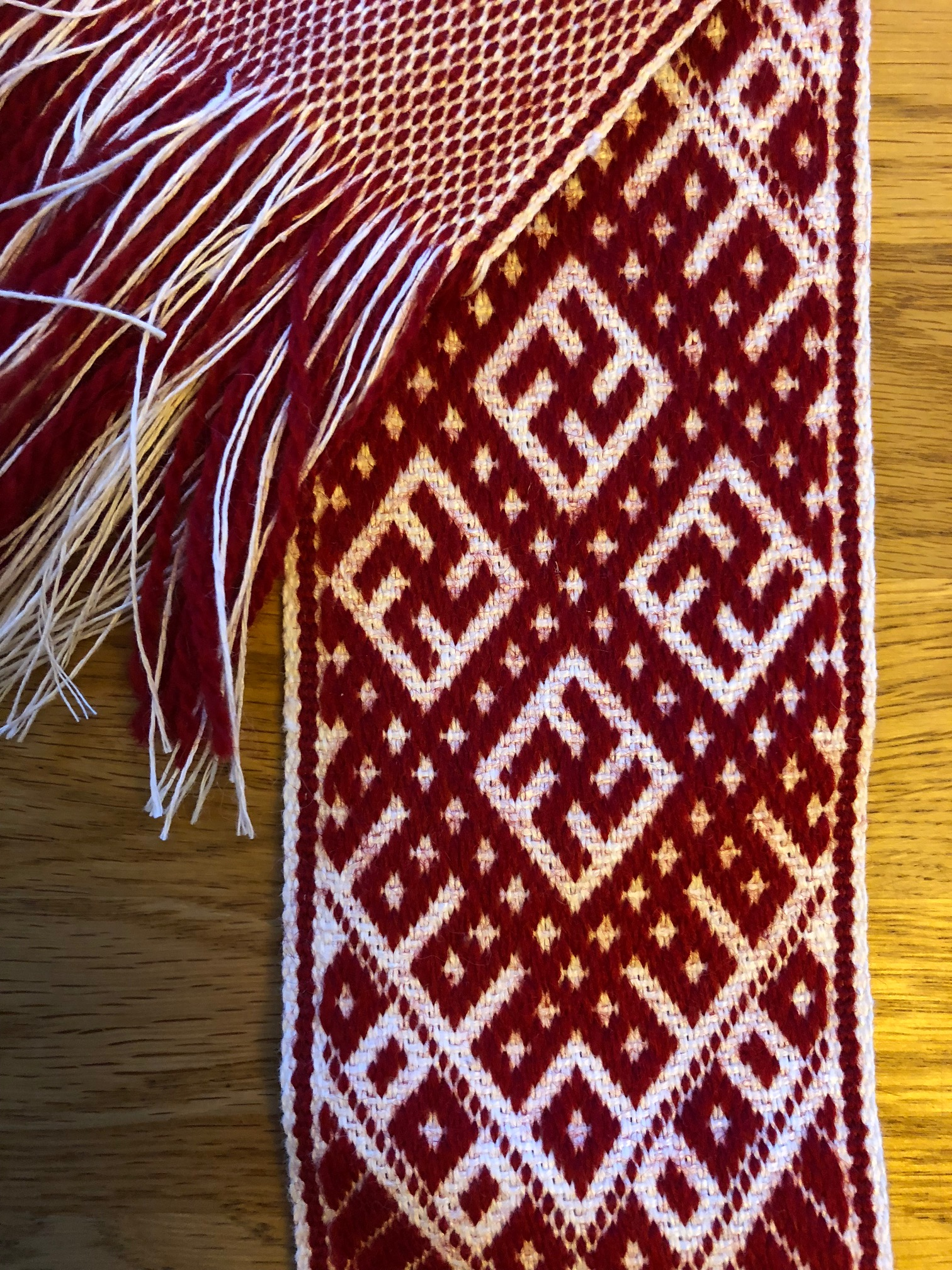
Esvástica en los cinturones etnográficos de Lielvarde, Letonia.

En ciertas tradiciones paganas europeas, la cruz gamada, en sus dos modalidades, dextrógira (esvástica) y levógira (sauvástica), es el símbolo que se utiliza para representar, respectivamente, las puertas del nacimiento y de la muerte.
En estas tradiciones, la esvástica también está ubicada en la rueda zodiacal, en los signos de Piscis y de Virgo, representando el primero la puerta del nacimiento y el segundo la puerta de la muerte.
El eje que trazan ambos signos divide la rueda zodiacal en dos semicírculos. El semicírculo que va desde Piscis hasta Virgo (siguiendo el orden de los signos) representa una vida o encarnación, y el que transcurre desde Virgo hasta Piscis representa el tránsito o tiempo entre dos vidas. La rueda zodiacal entera representa el eterno transitar de una encarnación a la siguiente o metempsicosis.
De ahí que en ese transitar cíclico existan dos puertas para pasar de un estado a otro: la puerta del nacimiento y la puerta de la muerte, representadas por la esvástica dextrógira y levógira, respectivamente. Son puertas giratorias y el sentido de giro es vital porque determina si se dará paso a una vida o al tránsito.
Obsérvese que la esvástica dextrógira se convierte en levógira si se mira desde atrás. Lo que viene a significar que tanto el nacimiento como la muerte son relativos y dependen de la perspectiva desde la que se mira. Un nacimiento en la vida es una muerte en el tránsito, y una muerte en la vida es un nacimiento en el tránsito. Cuando un ser muere en la vida, nace en el más allá, y viceversa. Y el símbolo de la esvástica es sencillamente perfecto para representar esta idea de relatividad entre la vida y la muerte.
Podría decirse que la evidencia arqueológica más antigua de la esvástica documentado, se encuentra ampliamente utilizado en el contexto ritualista simbólico en múltiples artefactos de arcilla de múltiples sitios de la Europa Neolítica de la Europa Vieja: incluyendo Vinca-Turdas- Tartaria, y Cucuteni-Trypillia.

### Budismo

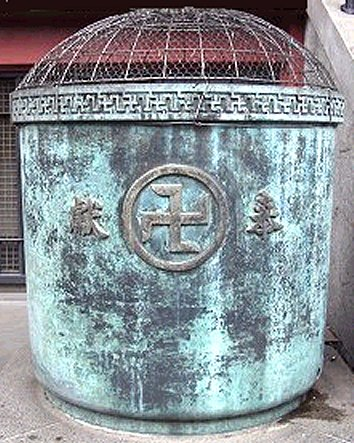
Esvástica levógira budista en una campana de bronce en Japón.

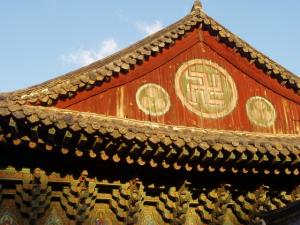
Esvástica levógira en un templo budista coreano.

En el budismo la esvástica se usa en posición horizontal (a diferencia de la esvástica nazi, que aparece rotada 45 grados en la bandera del Reich). Al menos desde la dinastía Liao forma parte de la escritura china (en pinyin: wan4), simbolizando el carácter 萬 (wan4), que quiere decir ‘todo’ y ‘eternidad’, y que apenas se usa. Las esvásticas (girando a derecha o a izquierda) aparecen sobre el pecho de algunas estatuas de Buda. Debido a la asociación de la esvástica dextrógira con el nazismo, las esvásticas budistas son casi todas levógiras desde mediados del siglo XX. Este tipo de esvástica puede hallarse a menudo en los envases o envoltorios de comida china para indicar que tales productos son vegetarianos y pueden ser consumidos por budistas estrictos. Esta misma marca se encuentra en los cuellos de ropa usada por niños chinos para protegerlos de malos espíritus. La esvástica también simboliza los 4 elementos que son: fuego, tierra, agua y aire.

### Cristianismo
Algunas iglesias cristianas románicas y góticas contienen cierta decoración de esvásticas, reminiscencias de motivos romanos anteriores, ya que los cristianos la usaban para disimular una cruz y así evitar la persecución.
Según investigadores, como John Cooper, señalan que en tiempos medievales se podía encontrar en diversos templos en Europa, la figura de gammadión, una cruz formada por cuatro letras gamma (Γ) imitando la forma de la esvástica, representando a los cuatro redactores de los evangelios canónicos, libros principales del cristianismo, siendo el centro, el símbolo de Jesús de Nazaret.
Otros autores, como Guillermo Alfredo Terrera, señalan que hay evidencias de que ciertos grupos cristianos utilizaron esvásticas dextrógiras, que colocaron en sus tumbas y monumentos, al menos durante los primeros siglos de expansión cristiana en el continente europeo, pudiendo encontrarse en lugares tan diversos como la Basílica de Santa Eulalia (Mérida) o la catedral de Notre Dame (de París).

### Hinduismo

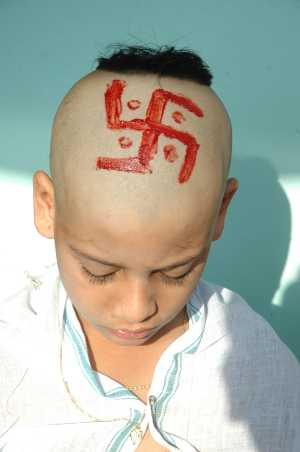
Niño hinduista con la cabeza rapada y una esvástica pintada sobre ella, para realizar la tradicional ceremonia upanaiana para dui-ya (‘nacidos dos veces’).

La esvástica se encuentra por todas partes en los templos de la religión hindú, así como en símbolos, altares, parte trasera de automóviles, escenas e iconografía en la India y en Nepal, tanto en el pasado como en nuestros días. En el hinduismo, los dos símbolos representan las dos formas del Brahman (el concepto impersonal de Dios). En sentido de las agujas del reloj representa la evolución del universo (pravritti), representada por el dios creador Brahmá,[cita requerida] mientras que en sentido antihorario representa la involución del universo (nivritti), representada por el dios destructor Shivá.[cita requerida] También se puede ver de qué manera apunta hacia los cuatro puntos cardinales, simbolizando así estabilidad. Su empleo como símbolo solar puede verse en la representación de Suria, dios del Sol para los hindúes. Viene usándose como señal de buena suerte. También se concibe como un símbolo de poder y son populares las versiones que asemejan la esvástica a la figura de un hombre. Hasta hoy se utiliza en los iantras y en motivos religiosos hindúes. Puede apreciarse en los muros de los templos por todo el subcontinente indio. También puede encontrarse en las notas que acompañan los regalos personales y en el encabezado de las cartas. La esvástica se tiene por un símbolo sagrado y de buen auspicio entre los hindúes. Se usa normalmente en la decoración de todo tipo de elementos relacionados con la cultura hindú. El dios Ganesha está asociado con el símbolo de la esvástica. Su uso está ampliamente extendido en la India y Nepal.

### Jainismo
En el jainismo la esvástica representa los 4 tipos de seres en los que las almas pueden reencarnar, humanos, animales o plantas, seres celestiales y seres infernales.

### Otras partes de Asia
En el Japón la cruz gamada es un símbolo religioso antiguo que recibe el nombre de manji. Como tal, aparece con cierta frecuencia en productos japoneses exportados a Occidente, como historietas y productos derivados de ellas.
Debido a su parecido con la esvástica nazi, los mapas tuvieron que alterarse en sus traducciones para países occidentales. En los mapas callejeros de las ciudades japonesas, el ícono de una esvástica dextrógira indica un templo budista. En 2021 un bar de Osaka cerró porque usó la esvástica como su logo y su personal usó uniformes militares nazis.

### Antiguas tradiciones indoeuropeas

Logo de una edición de 1911 de Kipling.

En la religión ancestral protoindoeuropea, la esvástica o rueda solar a menudo representaba al sol y su poder. Se ha relacionado con la cruz solar (un símbolo parecido a la cruz celta pero con los brazos de igual longitud) y asimismo existieron combinaciones de ambos. En la Hispania prerromana aparece entre los arévacos. En la mitología germánica, la esvástica también representa poder e iluminación, de ahí que se asociase a los dioses del trueno como Thor (la esvástica era el símbolo de Mjolnir, el martillo de Thor), en la mitología nórdica, y Taranis, en la mitología celta. En Irlanda, una rueda solar semejante se conoce como cruz de Brigit y se usa para alejar el mal.

## En la Europa de inicios delsigloXX
El autor británico Rudyard Kipling, sumamente influenciado por la cultura de la India, tenía una esvástica en la cubierta de todos sus libros hasta que el surgimiento del nacionalsocialismo lo hizo poco conveniente.

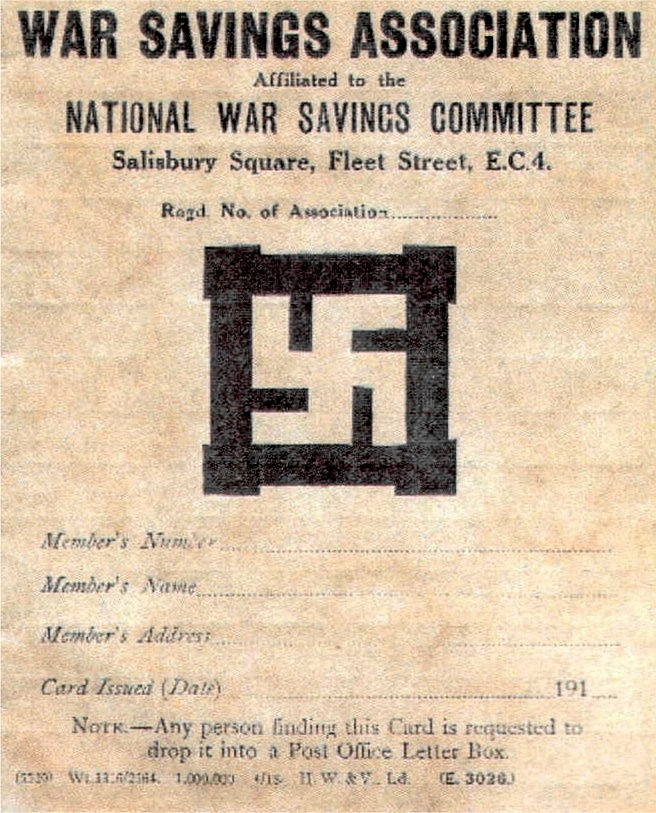
La esvástica como símbolo inicial del National Savings Movement

La esvástica fue también el símbolo elegido inicialmente en el Reino Unido por el National Savings Movement o Movimiento Nacional de Ahorro creado en 1916 para financiar gastos estatales, especialmente de guerra.
También los boy scouts lo usaron como símbolo. Según Johnny Walker, los scouts empezaron a usarlo en el primer Thanks Badge que data de 1911. El motivo de la Medalla al Mérito, diseñado por Robert Baden-Powell en 1922, como signo de buena suerte al que la recibiera, añade una esvástica a la flor de lis de los Scouts. Al igual que Kipling, Baden-Powell probablemente conoció este símbolo en la India. En 1934 muchos scouts solicitaron que se cambiase la insignia debido a que el partido nacionalsocialista ya usaba la esvástica. En 1935 se lanzó una nueva medalla al mérito sin la esvástica.
Entre 1918 y 1945 la Fuerza Aérea Finlandesa empleó la esvástica (hakaristi, en finés) como distintivo nacional oficial. La organización Lotta Svärd también la usó. Una esvástica azul fue marca de buena suerte empleada por el conde sueco Erich von Rosen que durante la guerra civil finlandesa donó el primer avión al Ejército Blanco Finlandés. No existe conexión con el uso nazi de la esvástica. Todavía aparece en muchas medallas finlandesas, disimulada visualmente. En 2020 la Fuerza Aérea dejó de usar la esvástica.

Escarapela de la Fuerza Aérea Finlandesa entre 1918 y 1945.

La compañía sueca ASEA, hoy parte de Asea Brown Boveri, desde el siglo XIX hasta 1933 tuvo en su logotipo una esvástica que fue finalmente eliminada.
En Letonia una esvástica conocida como Cruz del trueno o Cruz de fuego fue el distintivo de la Fuerza Aérea Letona. También fue usado por el movimiento fascista letón Perkonkrusts (Cruz del Trueno), así como por organizaciones no políticas.
Swastika es el nombre de una pequeña comunidad del norte de Ontario (Canadá). Está situada a unos 580 km de Toronto y a 5 km del lago Kirkland. El pueblo se fundó en 1906 y, a raíz del descubrimiento de yacimientos auríferos, se forma la Swastika Mining Company en 1908. Durante la Segunda Guerra Mundial el gobierno de Ontario quiso cambiar el nombre del pueblo pero la población se opuso.
En Windsor (Nueva Escocia), entre 1905 y 1916, hubo un equipo de hockey sobre hielo llamado Los Swastikas y sus uniformes mostraban ese símbolo. Equipos con el mismo nombre los hubo también en Edmonton (Alberta), en torno a 1916, y en Fernie (Columbia Británica), alrededor de 1922.
Por otra parte, en Rusia también se hacía uso de la cruz gamada. Se le atribuía la buena suerte. En 1917, tras la abdicación del zar Nicolás II, el gobierno provisional ruso diseñó billetes de rublos que portaban la esvástica. Cabe destacar que este símbolo llegó a ser utilizado por los soldados zaristas en la Primera Guerra Mundial y por algunos soviéticos en la guerra civil rusa.

## En América

### En Argentina

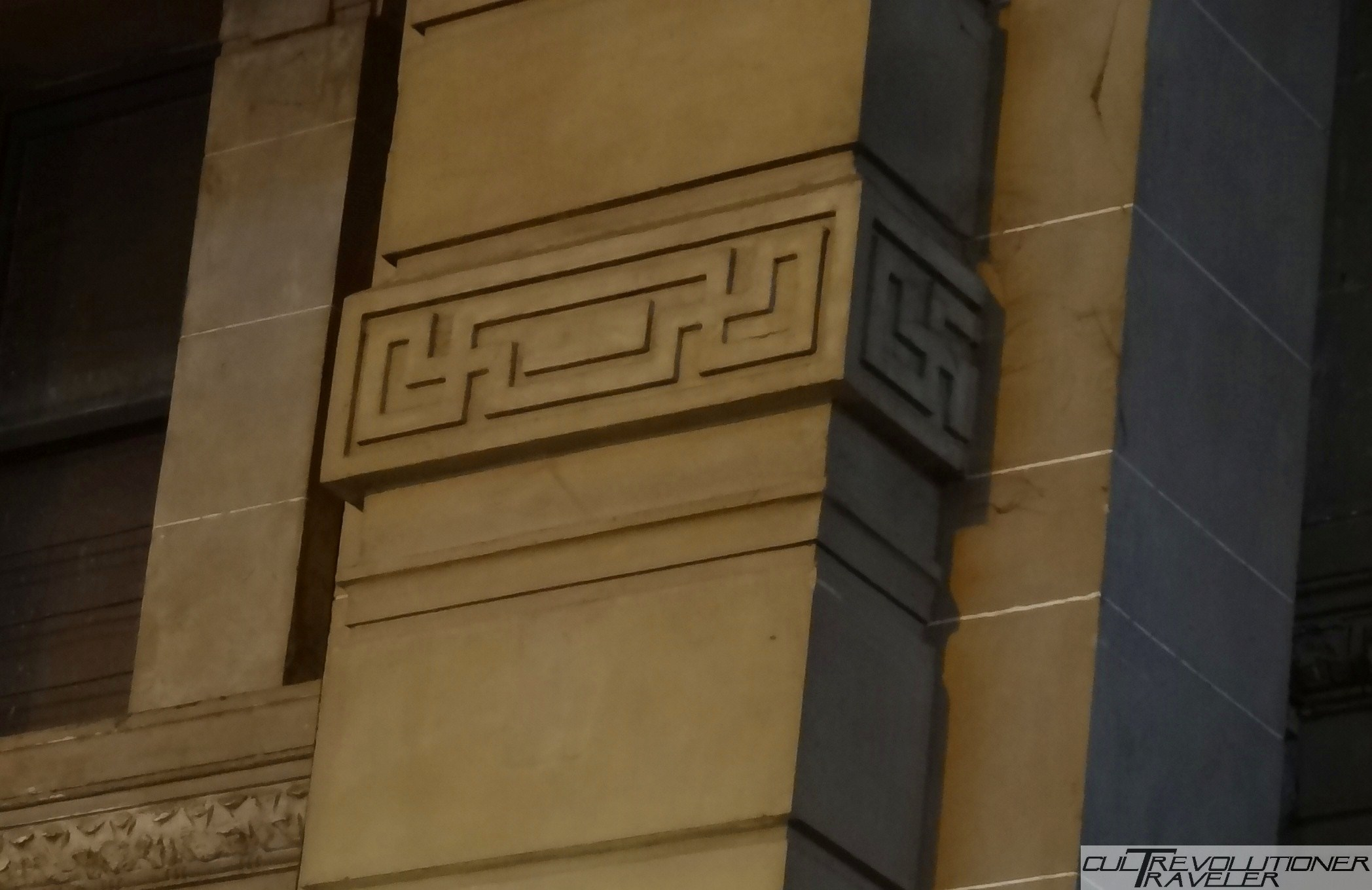
Columnas en la estación Retiro (Buenos Aires)

La estación ferroviaria de Retiro en la ciudad de Buenos Aires fue, al momento de su construcción, una de las estaciones más grandes del mundo, por esta razón se puso especial esmero en su construcción en la primera década del siglo XX. Las columnas de su fachada están decoradas con esvásticas entrelazadas por las puntas.

Símbolo de la 45.° División de Infantería usado brevemente, con anterioridad a los años 1930, como tributo a la numerosa población nativa del suroeste de los Estados Unidos.

### En Estados Unidos

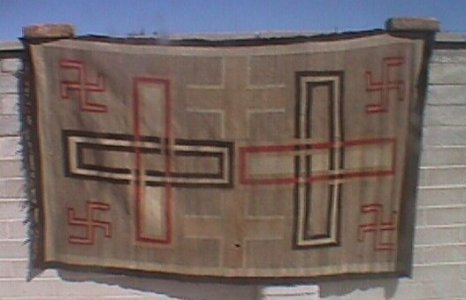
Tapiz navajo de principios del con motivos de esvásticas.

Para muchas de las tribus nativas norteamericanas, especialmente para los hopi de Arizona, la esvástica simboliza la migración, realizada en oportunidad de la llegada de los hombres al cuarto mundo a través del sipapu o la ‘vagina de la tierra’. El dios Massaw (el creador) indicó a los recién llegados a migrar en las cuatro direcciones o rincones de la tierra para aprender de la vida. Se dice también que fueron las cuatro razas quienes migraron: los blancos al norte, custodios de fuego; los rojos al este, custodios de la tierra; los negros al oeste, custodios del agua y los amarillos al sur, custodios del aire. La migración o diáspora es simbolizada por la esvástica dextrógira (gira en el sentido de las agujas del reloj). Por el contrario, la reunificación de las razas es simbolizada por la rotación levógira (en contra).
En línea con esto, durante un breve tiempo, y en homenaje a estas tribus indígenas del suroeste norteamericano, la División 45° de Infantería adoptó una esvástica en su estandarte. Con el auge del nazismo, en 1934, se dejó de usar.
Igualmente, poco después de estallar la Segunda Guerra Mundial, varias de estas naciones indígenas norteamericanas, como los navajos, apaches, tohono o'odham y hopi, difundieron un decreto conjunto proclamando que no volvieran a usar las esvásticas en su artesanía. La razón se debió al uso de la esvástica con un significado maligno durante la contienda. El decreto lo firmaron representantes de estas tribus. He aquí el texto del decreto:

Primera bandera de Guna Yala de la etnia guna. Representa un pulpo que, según la tradición local, creó el mundo.

Ya que el mencionado ornamento, que ha sido durante siglos símbolo de amistad entre nuestros antecesores, ha sido profanado recientemente por otra nación.
Por tanto establecemos que de aquí en adelante y para siempre nuestras tribus renuncian al uso del emblema conocido comúnmente como esvástica o fylfot en nuestras mantas, canastas, objetos de arte, vestido y pinturas de arena.

Al igual que en el Reino Unido, la esvástica fue símbolo de los Scouts estadounidenses, y dio nombre a la revista de la sección femenina del movimiento escultista. Pero además este símbolo de la buena suerte lució en aviones norteamericanos de la Primera Guerra Mundial, y fue imagen de publicidad de marcas como Coca Cola o Carlsberg, o de la marca de naranjas californianas Swastika.

### En Panamá
La esvástica forma parte de los motivos ornamentales tradicionales de algunas nacionalidades indígenas del Panamá actual, como por ejemplo los Guna Yala. Por ejemplo en el archipiélago de San Blas, territorio de la nacionalidad guna, se puede observar una bandera color naranja con una cruz esvástica en el centro de color negro en sentido antihorario, figurando en la bandera de la extinta bandera de la República de Tule.

### En Perú

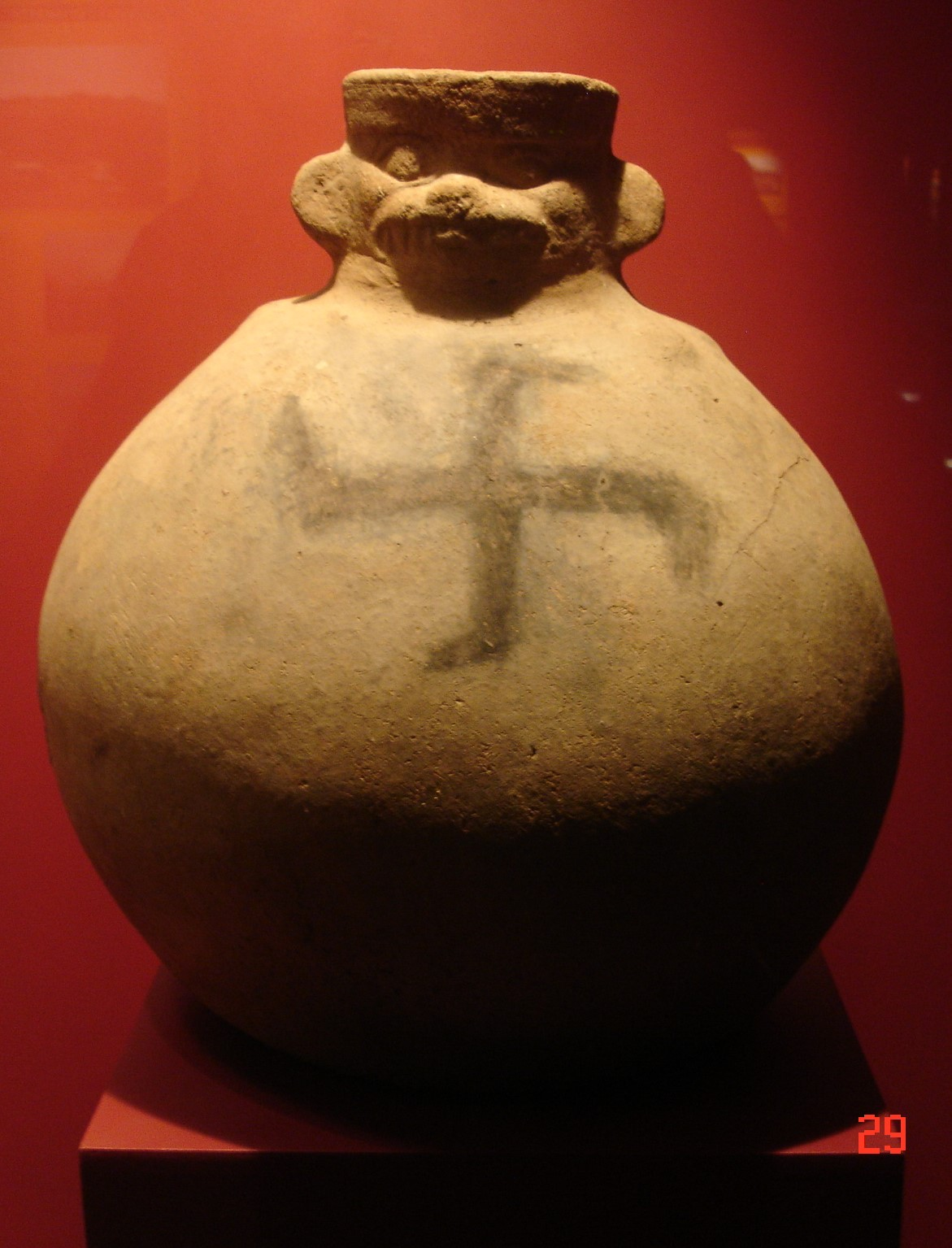
Esvástica en una vasija de la cultura moche. Museo de sitio de Huaca Rajada, Perú.

La cultura mochica o moche (entre los siglos II a. C. y VII a. C.), que se desarrolló en gran parte del norte de Perú, es conocida como «vencedor del desierto».[cita requerida] Estos antiguos pobladores fueron hábiles constructores de pirámides y conductos hidráulicos, además de conocedores de la metalurgia y grandes ceramistas. En el museo de sitio Huaca Rajada de Sipán, ubicado en el distrito de Zaña, en el departamento costero de Lambayeque, 900 km al norte de Lima, se exhiben una serie de cerámicas, entre los que destaca una vasija con la figura de una esvástica o cruz gamada (una cruz con los brazos doblados).
Fue encontrada por los arqueólogos cerca de la base de la pirámide mayor. La esvástica está dibujada con pintura de carbón en la cerámica. Para la cultura andina representó un «elemento geométrico del movimiento permanente de los ciclos de la vida», según Walter Alva, descubridor del Señor de Sipán (un antiguo monarca peruano).
«La esvástica que identificó al nazismo de Adolf Hitler en Alemania fue mal usada en Europa, pero para la cultura andina es un símbolo del dios del viento y el agua. No tiene ninguna connotación política», añadió Alva. Para Luis Chero ―director del museo Huaca Rajada―, la esvástica estuvo relacionada con el vuelo de las aves. «Es un paralelismo cultural, pero eso no significa que haya habido algún contacto con culturas de otras partes del mundo».

### En México
Las culturas que habitaron el suelo mexicano y de América Central, como los mayas, aztecas y toltecas también se sirvieron de esta cruz y la veneraron como un símbolo sagrado usaban la esvástica en los rituales del Sol como un elemento eterno, en México se puede observar en sus diferentes catedrales, tales como la de San Luis Potosí, Tampico, en la Casa Antigua Parras Coahuila, entre otros destinos cultural.

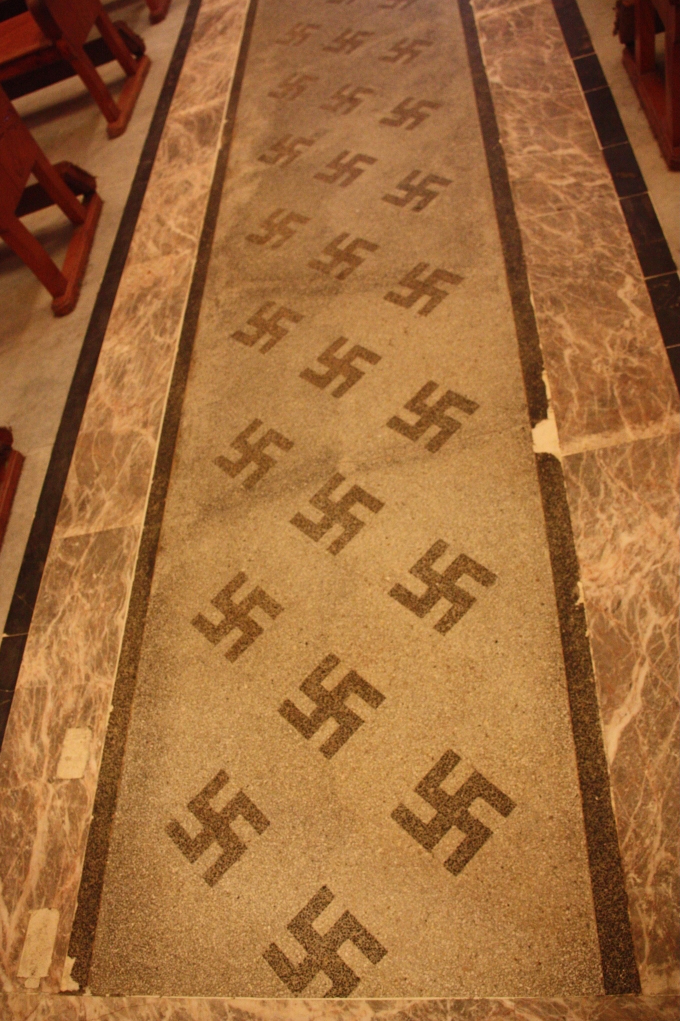
Esvásticas en el suelo de la Catedral de Tampico.

## En la Alemania nazi

Esvástica en la bandera de la Alemania Nazi.

Para muchos occidentales, la cruz gamada se asocia primordialmente con el nazismo en particular.
Los nazis adoptaron la esvástica en 1920 pero ya estaba en pleno uso como insignia entre los movimientos nacionalistas alemanes völkisch, los cuales poseían ciertas veleidades místico-esotéricas. Por este motivo, lo vieron apropiado para adoptarlo como símbolo de la «raza aria». El uso de la esvástica como símbolo de la «raza aria» se remonta de nuevo a escritos de Émile-Louis Burnouf. Tras muchos otros escritores, el poeta nacionalista alemán Guido von List lo consideró para ser un símbolo únicamente ario. Adolf Hitler se refirió a la esvástica como el símbolo de la «lucha por la victoria del hombre ario» (en el libro Mi lucha).
Algunos autores sostienen que lo que inspiró a Hitler para usar la esvástica como símbolo del NSDAP fue su uso por la Sociedad Thule (Gr. Thule-Gesellschaft) ya que había conexiones entre ellos y el Partido Obrero Alemán (DAP). Desde 1919 hasta el verano de 1921 Hitler utilizó la biblioteca especial del Dr. Friedich Krohn, un activo miembro de la Sociedad Thule. El Dr. Krohn fue además el dentista de Sternberg, quien fue nombrado en Mi lucha por Hitler como el diseñador de una bandera muy similar a una que Hitler diseñó en 1920.[cita requerida] Durante el verano de 1920, la primera bandera del partido ―hecha de forma casera― fue mostrada en el lago de Tegernsee.
Wolfgang G. Jilek dice:

La primera vez en que la esvástica fue usada con un significado ario, fue el 25 de diciembre de 1907, cuando la autodenominada Orden de los Nuevos Templarios, una sociedad secreta fundada por Adolf Joseph Lanz von Liebenfels, izó una bandera amarilla con una esvástica y cuatro flores de lis en el castillo de Werfenstein (Austria).

Esvástica de la Sociedad Thule.

Los teóricos nazis asociaron el uso de la esvástica con sus tesis que afirmaban la ascendencia cultural del pueblo alemán de la llamada raza aria. Los nazis creían que los primeros arios de la India, de cuyas tradiciones védicas surge la esvástica, fueron el prototipo de invasores de raza blanca, cooptando así el símbolo como un emblema de la supremacía blanca.
Los nazis utilizaron la esvástica negra (o Hakenkreuz) dentro de un círculo blanco sobre fondo rojo, siendo el negro, el blanco y el rojo los colores de la antigua bandera del Imperio alemán. Los nazis también usaron la esvástica desprovista de tales círculos y fondo. Adolf Hitler escribió también en su libro que el diseño final le fue sugerido por un gran número de correligionarios nazis.[cita requerida]
Se encuentran con frecuencia dos versiones de la esvástica nazi. Una de ellas es levógira. La otra es su imagen especular dextrógira. Aunque los nazis no parecen haber atribuido distinciones simbólicas a ambas variedades, la última es de uso más común. En ambas la cruz aparece girada 45°.
En nuestros días, el simbolismo de la esvástica ha sido adoptado por los neonazis. Consecuentemente, el empleo de la esvástica fuera de un contexto histórico se considera tabú en casi todo el mundo. En la actualidad, la legislación alemana prohíbe y sanciona el uso en público de la cruz gamada y otros emblemas nacionalsocialistas.
Para centenares de millones de personas, la esvástica se asocia con conceptos y prácticas que nada tienen que ver con el nacionalsocialismo y por eso es de uso corriente principalmente en países no occidentales.

## Dos tipos de esvástica

Generalmente se dice que una esvástica dextrógira es aquella cuyo brazo superior está doblado hacia la derecha.

Una esvástica es básicamente una cruz que está en movimiento giratorio. La importancia de esta cruz es que se encuentra en movimiento y, por tanto, el sentido de giro es vital para interpretar correctamente el significado del símbolo.
Según algunos, que un brazo apunte a la derecha no significa que gire a la derecha, sino todo lo contrario.
Las dos descripciones más comunes son:
- esvástica dextrógira (‘que gira hacia la derecha’ en sentido horario).
- esvástica levógira (‘que gira hacia la izquierda’ en sentido antihorario).

Estos términos pueden ser utilizados de manera incoherente (a veces incluso por el mismo autor), lo cual puede confundir un punto importante, ya que la rotación de la esvástica puede tener una relevancia simbólica, aunque ―debido a la incoherencia entre la información que aportan los distintos autores― se sabe poco acerca de esta relevancia simbólica.
En 1894, el abogado y profesor belga Eugène Goblet d’Alviella sostuvo (aunque sin aportar pruebas), que la esvástica levógira se llama sauvástika. lo cual desde el punto de vista del idioma sánscrito es un adefesio. Un mito occidental sostiene que solo la esvástica con brazos doblados hacia la derecha es una marca de buena suerte, mientras que la esvástica de brazos doblados hacia la izquierda representa un augurio nefasto.
No existen pruebas de esta distinción en la historia del hinduismo (de la que proviene el símbolo).
Los hinduistas de la India y de Nepal siguen usando el símbolo en sus dos variantes, aunque la versión más corriente es la dextrógira. Los budistas casi siempre emplean la forma levógira.
A principios del siglo XX el nazismo adoptó la cruz esvástica como emblema y ―a raíz de la Segunda Guerra Mundial― en Occidente se identifica mayoritariamente como un símbolo exclusivamente del Tercer Reich, desconociéndose prácticamente su uso previo al nacionalsocialismo.

## Origen de la esvástica

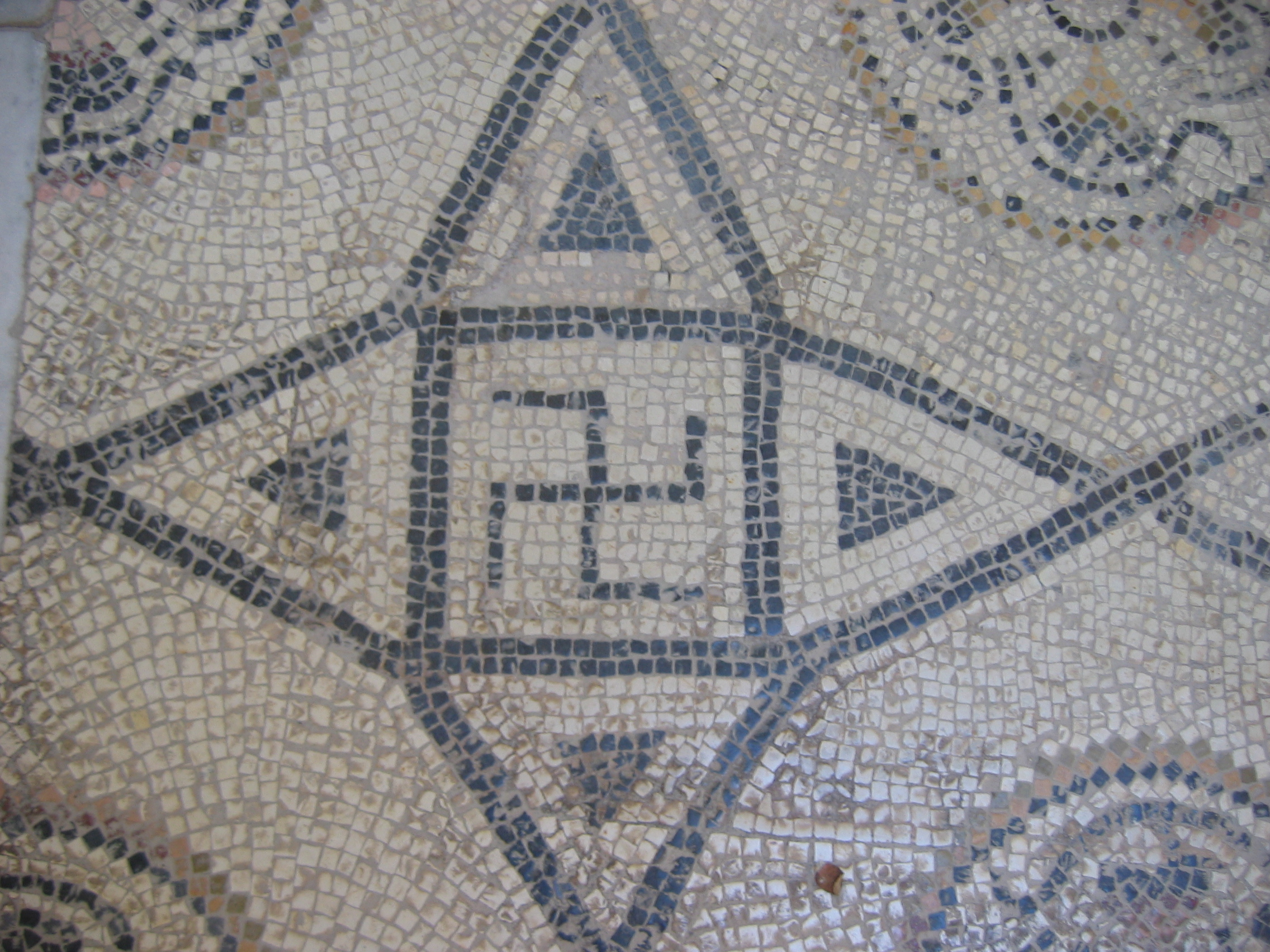
Esvástica levógira en un mosaico romano del d. C. hallado en Túnez.

### Hipótesis antropológicas
La frecuencia con que es usada la esvástica se explica por el hecho de que es un símbolo sencillo y atractivo que puede aparecer sin dificultad en cualquier civilización que haya desarrollado la cestería (aunque puede tener de otros orígenes técnicos), y de ahí expandirse con facilidad, debido a los contactos entre unos pueblos y otros. La esvástica sería un diseño muy repetido, creado por los bordes de las cañas o juncos usados para fabricar una cesta de base cuadrangular. Otras teorías intentan demostrar que se produjo una transmisión del símbolo de unas culturas a otras. También existe quien se ha servido de las teorías de Carl Jung, más concretamente del inconsciente colectivo, para explicar la presencia de la esvástica en lugares tan distantes.
Mientras que la existencia de la esvástica en América puede ser explicada por la teoría de la cestería, este hecho debilita enormemente a la teoría de la difusión cultural. Aunque ha habido quien ha tratado de explicar esto mediante la suposición de que fue transmitida por alguna temprana civilización marina de Eurasia, el desarrollo separado pero paralelo del símbolo es la explicación más aceptada por los antropólogos.
El nacimiento de la esvástica se ha considerado a menudo relacionado con el de otros símbolos con forma de cruz, así como con la «cruz solar» de las religiones primitivas de la Edad del Bronce.

### Hipótesis astronómica

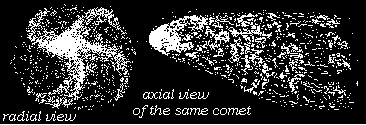
Visión de un cometa con movimiento de rotación en función de la posición de su eje respecto al observador.

Aparte de las hipótesis antropológicas clásicas existe también una hipótesis astronómica del origen de la esvástica. Esta fue formulada por el astrónomo estadounidense Carl Sagan. Según Sagan, es inexplicable que este símbolo haya sido usado a lo largo de la historia por muchas civilizaciones distantes entre sí y que no habrían tendido ningún vínculo de unión, a menos que se considere la posibilidad de que se trate de un símbolo resultante de una experiencia común que tuvieron todos estos pueblos. Para Sagan, esta experiencia únicamente podría provenir del cielo: podría ser la visión de algún astro peculiar o bien la visión de alguna anomalía atmosférica.
Sagan opinaba que el origen probable de la esvástica era el acercamiento de un cometa con movimiento de rotación de tal manera que su eje quedara orientado hacia el observador terrestre. Varios científicos[cita requerida] han señalado al cometa Encke como el más probable candidato para ello.
Sin embargo, los críticos de esta hipótesis señalan que es altamente improbable que tal suceso se produjera,[cita requerida] y creen que se puede explicar la utilización de la esvástica desde un punto de vista meramente terrestre.

## Véase también

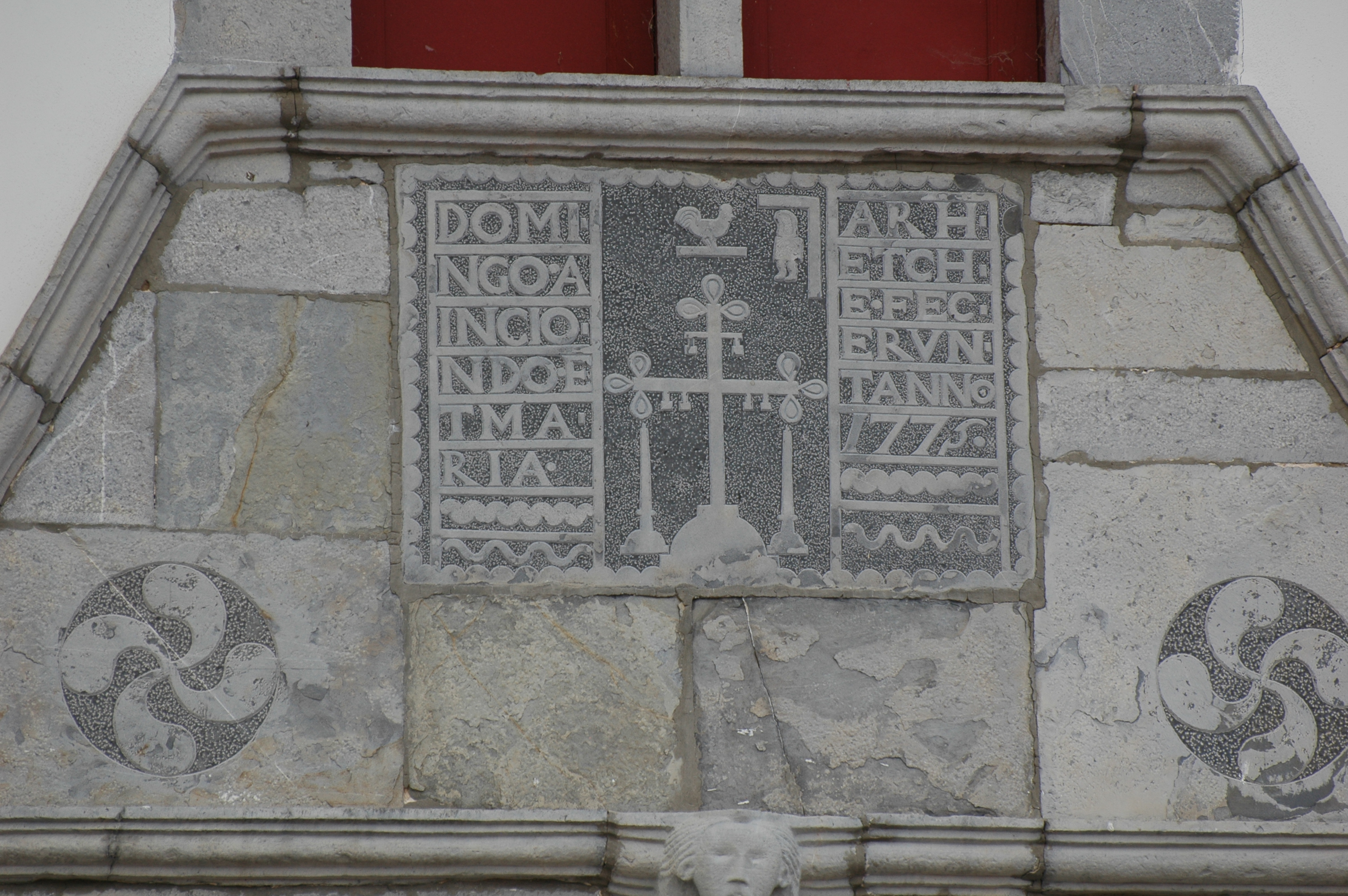
Dintel esculpido con lauburus en Armendarits, Baja Navarra, Francia.